# Cellers (el Pont de Suert)
Cellers o també pot ser anomenat Celles era un poble del terme municipal del Pont de Suert, a la comarca de l'Alta Ribagorça. Pertanyia a l'antic terme originari del Pont de Suert.
Era situat en un enclavament de 5,34 km² al sud-oest de la part principal del terme del Pont de Suert, i quedava envoltat a ponent pels termes ribagorçans d'administració aragonesa de Sant Orenç i Sopeira, al sud-est per l'antic terme d'Espluga de Serra, actualment annexat a Tremp, del Pallars Jussà, a l'est per l'antic terme de Viu de Llevata, ara integrat en el del Pont de Suert, al nord-est per l'antic terme d'Enrens i Trepadús, pertanyent també a Espluga de Serra, i al nord per l'antic terme de Malpàs, ara també integrat en el terme del Pont de Suert.
Era un enclavament, però a causa de l'annexió, el 1970, dels termes de Llesp, Malpàs i Viu de Llevata al Pont de Suert, ha deixat de ser-ho.
Hi ha diverses teories sobre l'enclavament de Cellers. Una diu que la construcció del pantà d'Escales feu desaparèixer el poble, que quedà negat sota les aigües del pantà. Una altra, diu que el poble es trobava al "Tossal de les Casetes", a la riba dreta de la Noguera Ribagorçana. A la vora d'aquest tossal hi ha un pas anomenat la "Collada de Celles". De moment, l'únic que se sap és la ubicació del "Pont de Celles", al lloc anomenat "Los Passos".

## Etimologia
Segons Joan Coromines, Cellers prové del llatí cellarios, amb el significat de rebost (en plural, és clar). Aquest mot en català medieval ja prengué el significat d'estança fonda subterrània per al vi, però també s'aplicava al gra. No és estrany, aquest origen, atesa la situació del poble i el que es collia tot al seu voltant: cereals i vinya.